# Plus près des étoiles
Singles de Gold
Tropicana
(1982) Capitaine abandonné
(1985)
Pistes de Le Train de mes souvenirs
Le Train de mes souvenirs J'm'ennuie de tout
Plus près des étoiles est une chanson interprétée par le groupe pop français originaire de Toulouse Gold, sortie en 1984 en 45 tours et sur l'album Gold, puis reprise sur l'album Le Train de mes souvenirs en 1985.
Consacrée aux boat-people de « L'Île de lumière », citée dans la chanson, c'est le premier succès du groupe toulousain, deuxième place du Top 50, suivi peu après par Capitaine abandonné puis  par Laissez-nous chanter et Calicoba. La chanson a également été certifiée disque d'or en France.

## Historique
Cette chanson parle du sort des boat-people qui fuyaient les dictatures communistes vietnamienne et cambodgienne.
Le 45 tours est d'abord sorti à titre d'essai uniquement en région toulousaine, au printemps 1984[réf. nécessaire] : il est reconnaissable à sa pochette noire et épaisse. Il connaît un certain succès local et la sortie nationale a lieu au printemps 1985[réf. nécessaire], avec une pochette rouge vif. La chanson figure d'abord sur un album sans titre pressé en 1984, appelé Gold (avec pochette noire),. En 1985, elle est reprise sur l'album Le Train de mes souvenirs.

## Accueil commercial
En juillet 1985, le titre entre au Top 50 où il reste classé 24 semaines, atteignant à trois reprises le n° 2 au classement, séduisant plus de 900 000 auditeurs. Il est ensuite certifié disque d'or par le Syndicat national de l'édition phonographique.

## Liste des titres
| A. | Plus près des étoiles | 3:58 |
| B. | J'm'ennuie de tout    | 3:45 |

| A/B. | Plus près des étoiles (Spécial Remix) | 6:30 |

## Classements et certifications
| Classement (1985–86)          | Meilleure position |
| ----------------------------- | ------------------ |
| Europe (European Top 100)     | 18                 |
| France (SNEP)                 | 2                  |
| Québec (Palmarès francophone) | 20                 |

| Classement (1985) | Position |
| ----------------- | -------- |
| France (SNEP)     | 11       |

### Certification
| Pays                           | Certification | Ventes certifiées |
| ------------------------------ | ------------- | ----------------- |
| France (SNEP)                  | Or            | 500 000*          |
| *Ventes selon la certification |               |                   |

## Reprises
La chanson a été reprise au Québec par Martine St-Clair en 1985.
En 1999, le morceau est repris par Émile et Images.
En 2021, Soprano sort Près des étoiles, chanson partiellement reprise de Plus près des étoiles.